# Lianne Dalziel
Lianne Audrey Dalziel (Christchurch, 7 de juny de 1960) és una política neozelandesa i exdiputada de la Cambra de Representants de Nova Zelanda des de les eleccions de 1990 fins a l'octubre de 2013, quan dimití en ser elegida alcaldessa de Christchurch. Com a diputada representà la circumscripció electoral de Christchurch East des de les eleccions de 1999 fins a l'octubre de 2013. Fou membre del Partit Laborista i ministra en el gabinet de Helen Clark.

## Inicis
Dalziel va néixer el 7 de juny de 1960 a Christchurch i en aquesta mateixa ciutat va créixer. Va anar a la Universitat de Canterbury d'on es graduà amb un LLB.

## Diputada
| Parlament de Nova Zelanda |      |                      |                      |           |
| Anys                      | Leg. | Circumscripció       | Llista               | Partit    |
| 1990-1993                 | 43   | Christchurch Central | Christchurch Central | Laborista |
| 1993-1996                 | 44   | Christchurch Central | Christchurch Central | Laborista |
| 1996-1999                 | 45   | Llista               | 4                    | Laborista |
| 1999-2002                 | 46   | Christchurch East    | 8                    | Laborista |
| 2002-2005                 | 47   | Christchurch East    | 14                   | Laborista |
| 2005-2008                 | 48   | Christchurch East    | 26                   | Laborista |
| 2008-2011                 | 49   | Christchurch East    | 15                   | Laborista |
| 2011-2013                 | 50   | Christchurch East    | cap                  | Laborista |

En les eleccions de 1990 fou elegida diputada per Christchurch Central sota el Partit Laborista, succeint a l'exprimer ministre Geoffrey Palmer. Per a les eleccions de 1996 decidí ser diputada de llista en lloc de diputada de circumscripció, i fou succeïda per Tim Barnett. En les eleccions de 1999 decidí ser diputada de circumscripció de nou i fou la candidata del partit a Christchurch East. Hi guanyà i des d'aleshores n'és la diputada.
L'11 d'octubre de 2013 dimití com a diputada per Christchurch East per a ser candidata en l'elecció a l'alcaldia de Christchurch de 2013. La seva dimissió causà una elecció parcial a Christchurch East per a escollir un diputat nou per la circumscripció fins a les eleccions generals de 2014.

### Ministra
En ser elegit el Partit Laborista en les eleccions de 1999, Dalziel fou nomenada per la Primera Ministra Helen Clark com a Ministra d'Immigració i pels Ciutadans d'Edat Avançada. El 31 d'octubre de 2000 fou nomenada Ministra dels Afers dels Descapacitats. El 28 de març de 2001 fou nomenada Ministra de Danys Personals. El 5 de juny de 2001 cessà de ser la Ministra dels Afers dels Descapacitats i el 15 d'agost de 2002 cessà el seu càrrec com a Ministra de Danys Personals. Aquell mateix dia però, el 15 d'agost de 2002, fou nomenada Ministra de Comerç i Ministra de la Comissió de Dret.
El 29 de gener de 2003 cessà de ser Ministra pels Ciutadans d'Edat Avançada. El 21 de febrer de 2004 va cessar la resta dels seus càrrecs ministerials.
Retornà al gabinet de Clark en ser anunciat el seu gabinet a l'acabar les eleccions de 2005. El 19 d'octubre de 2005 fou nomenada Ministra d'Empreses Petites, Ministra dels Afers de les Dones i de nou Ministra de Comerç.
Cessà el 5 de novembre de 2007 de ser Ministra d'Empreses Petites i Ministra dels Afers de les Dones. El mateix dia fou nomenada Ministra de Seguretat Alimentària. Cessaria aquesta posició i la de Ministra de Comerç el 19 de novembre de 2008, ja que el Partit Nacional guanyà les eleccions de 2008.

## Alcaldessa de Christchurch
Dalziel fou candidata a l'alcaldia de Christchurch en les eleccions locals de l'octubre de 2013. Hi guanyà amb facilitat al rebre uns 72.000 vots, quasi 50.000 més que el candidat que quedà en segon lloc, Paul Lonsdale. Des d'aleshores ha estat l'alcaldessa de Christchurch. És la primera dona electa alcaldessa de la ciutat. Succeí a Bob Parker, alcalde de 2007 a 2013.

## Vida personal
Dalziel està casada amb Rob Davidson, un advocat de Christchurch.